# Wilmore (Kentucky)
Wilmore és una població dels Estats Units a l'estat de Kentucky. Segons el cens del 2000 tenia 5.905 habitants.

## Demografia
Segons el cens del 2000, Wilmore tenia 5.905 habitants, 1.638 habitatges, i 1.215 famílies. La densitat de població era de 863,6 habitants/km².
Dels 1.638 habitatges en un 39,3% hi vivien nens de menys de 18 anys, en un 64,8% hi vivien parelles casades, en un 7,3% dones solteres, i en un 25,8% no eren unitats familiars. En el 21,2% dels habitatges hi vivien persones soles el 7,4% de les quals corresponia a persones de 65 anys o més que vivien soles. El nombre mitjà de persones vivint en cada habitatge era de 2,69 i el nombre mitjà de persones que vivien en cada família era de 3,14.
Per edats la població es repartia de la següent manera: un 22,2% tenia menys de 18 anys, un 26,6% entre 18 i 24, un 28% entre 25 i 44, un 12,1% de 45 a 60 i un 11,2% 65 anys o més.
L'edat mediana era de 26 anys. Per cada 100 dones de 18 o més anys hi havia 98,1 homes.
La renda mediana per habitatge era de 31.500 $ i la renda mediana per família de 40.000 $. Els homes tenien una renda mediana de 26.192 $ mentre que les dones 25.362 $. La renda per capita de la població era de 13.602 $. Entorn del 9,1% de les famílies i l'11,5% de la població estaven per davall del llindar de pobresa.

## Poblacions més properes
El següent diagrama mostra les poblacions més properes.